# باشگاه فوتبال مکابی اورشلیم
باشگاه فوتبال مکابی اورشلیم یک باشگاه فوتبال در اورشلیم، اسرائیل است. این باشگاه که در سال ۱۹۱۱ تأسیس شده بود در سال ۱۹۶۳ منحل و در سال ۱۹۷۰ بازگشایی شد اما سرانجام در سال ۲۰۰۵ دوباره منحل شد.